# Jantje van Sluis

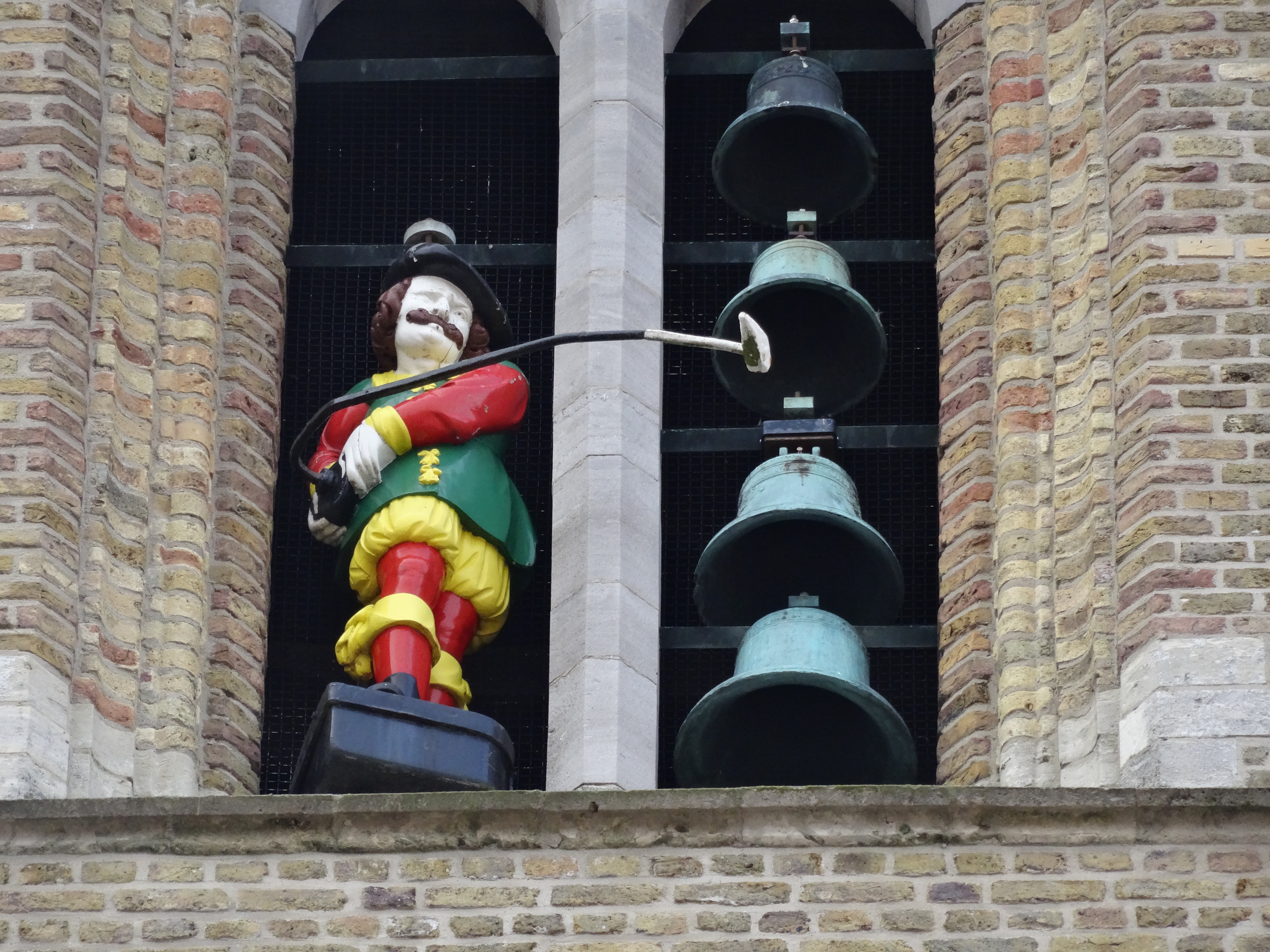
Jantje van Sluis

Jantje van Sluis – duża drewniana figura przedstawiająca postać ludzką, umieszczona w 1424 roku wysoko w oknie wieży ratusza w holenderskim mieście Sluis, która, uderzając młotkiem w miejskie dzwony, wybija kwadranse i pełne godziny na zegarze, nazwana tak przez lokalną społeczność. 
Drewnianą figurę (tzw. jacquemart) wykonał lokalny artysta Jacob van Huse. Figura i specjalny mechanizm częściowo zastąpiły pracę prawdziwego dzwonnika, który przedtem obsługiwał miejskie dzwony, informując m.in. o tym, która nastała godzina. 
Jantje van Sluis jest również bohaterem ludowej legendy z okresu wojny osiemdziesięcioletniej, zgodnie z którą ocalił miasto i jego mieszkańców przed atakiem wojsk hiszpańskich w 1606 roku – w nocy o porze zaplanowanego ataku przestał wybijać czas (zepsuł się), pozbawiając wroga umówionego sygnału do rozpoczęcia natarcia i wywołując podejrzenie o wyjściu na jaw planu, co ostatecznie przyczyniło się do odwrotu wojsk nieprzyjacielskich.

## Legendy

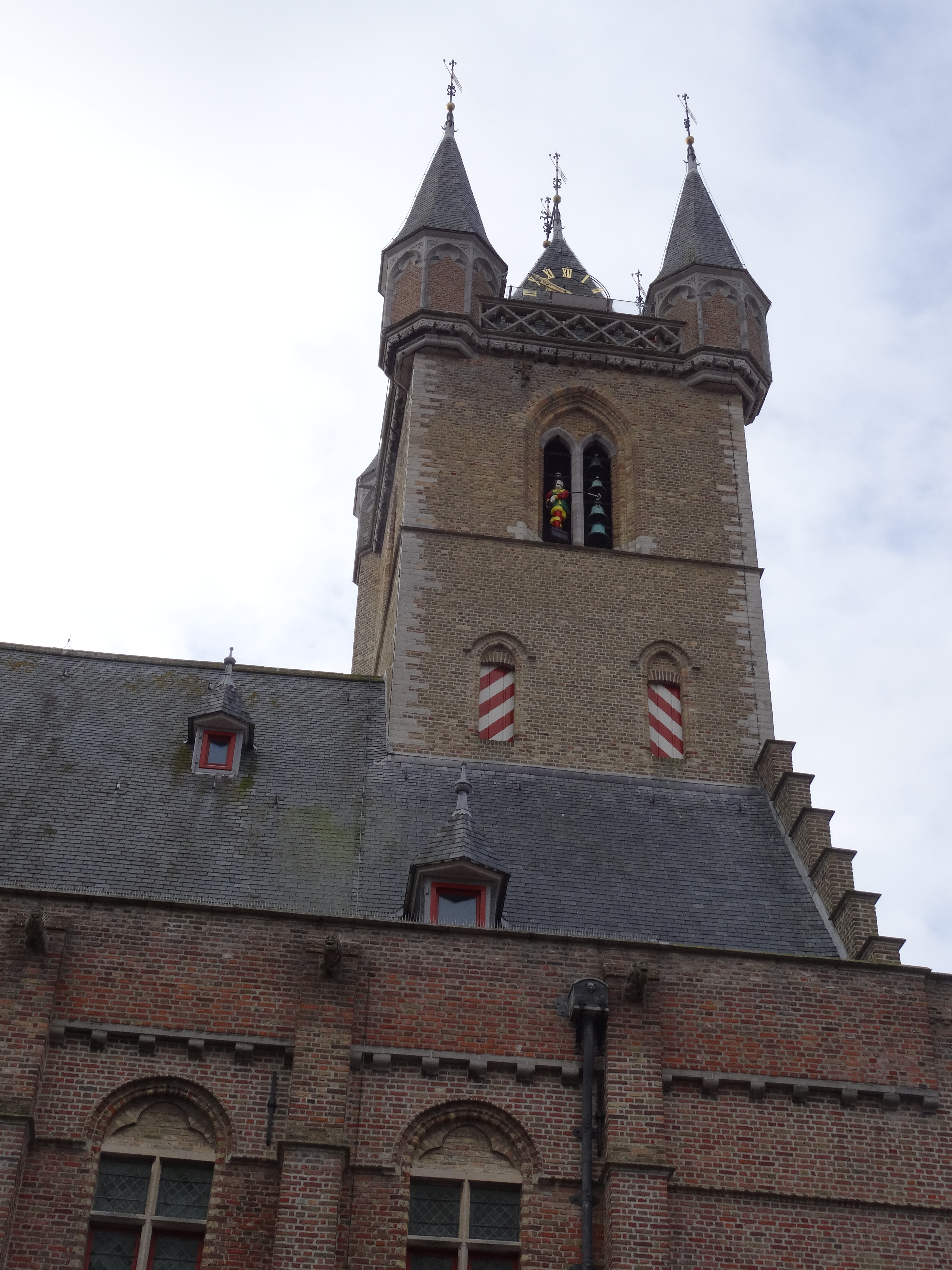
Jantje van Sluis na wieży ratuszowej

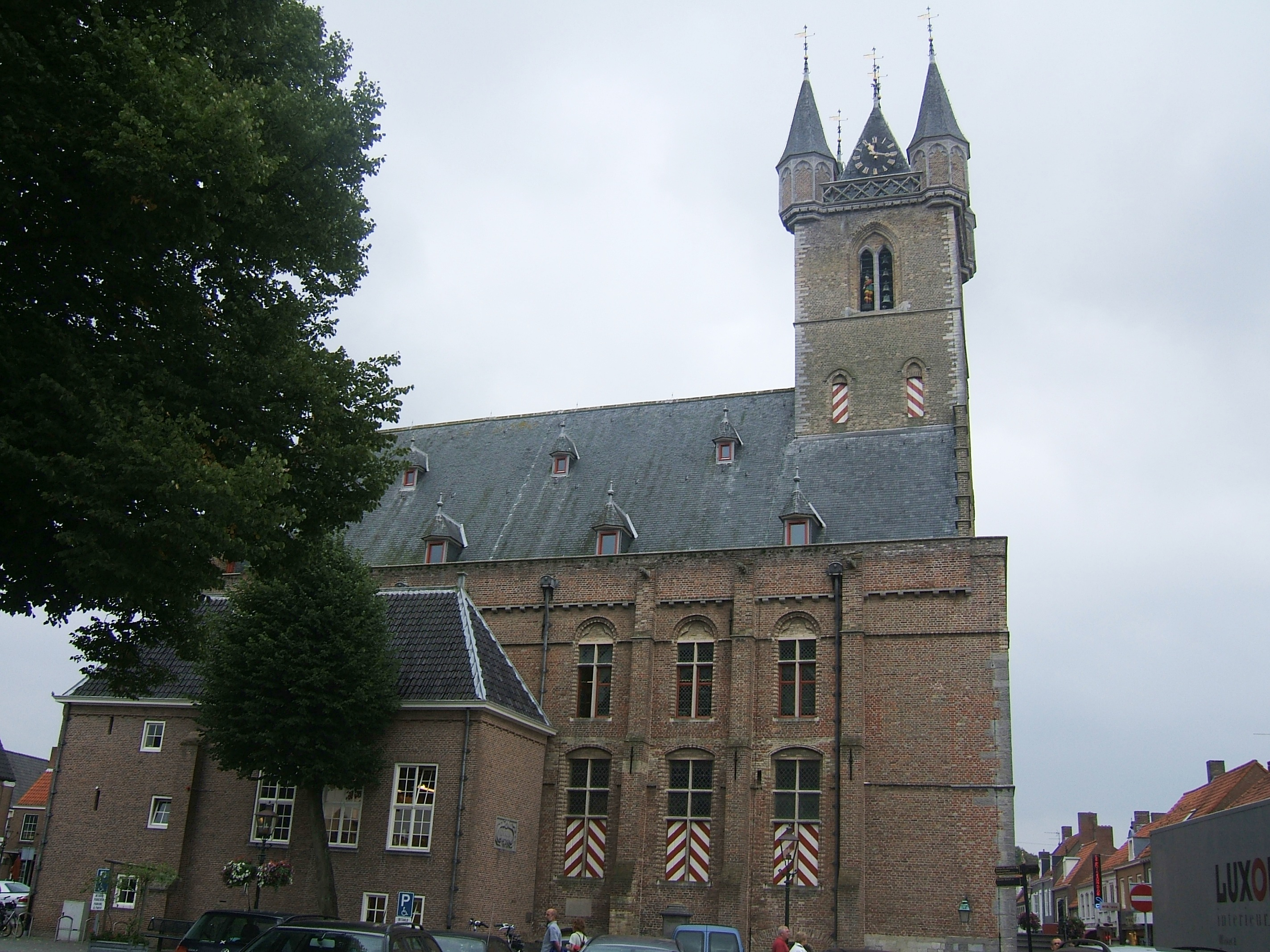
Belfort van Sluis

Powiadają, że gdy Hiszpanie wdarli się do Sluis, dobosz, uderzając mocno w bęben, wywołał błędne wrażenie, jakoby wojsko zbliżało się z odsieczą i przestraszeni Hiszpanie szybko opuścili miasto. W nagrodę dobosz poprosił, aby po śmierci mógł honorowo stać w wieży ratuszowej.
Według innej legendy, spisanej przez Jacques’a  Sinninghego, Jantje van Sluis uratował miasto w 1606 roku, bo zaprzestał wybijać czas na miejskim zegarze. 

### Legenda o Jantje van Sluis
Około 1400 roku miasto Sluis było największym portem w Europie Północnej. Pełniło funkcję portu przeładunkowego dla Brugii i Gandawy. 
W czasie wojny osiemdziesięcioletniej (1568–1648) miało znaczenie strategiczno-obronne. W 1587 roku Hiszpanie zdobyli Sluis, natomiast w 1604 roku utracili je po walkach z wojskami Maurycego Orańskiego i w ten sposób miasto znalazło się w posiadaniu Holendrów. 
W 1606 roku, w nocy z 12 na 13 lipca, Hiszpanie pod dowództwem Louisa de Comboursiera (Du Terrail) przygotowali podstępny atak w celu odbicia miasta z rąk holenderskich. Niezauważone, w okolice miasta dotarły oddziały liczące 3600–3700 ludzi. Du Terrail zaplanował uderzyć na wschodnią, źle zabezpieczoną i słabo strzeżoną, część miasta, aby dostać się do środka, lecz dla niepoznaki rozlokował część oddziałów wokół miasta i skierował na część południową, pozorując okrążenie i atak od tej strony, aby wprowadzić w błąd stacjonujący w mieście garnizon holenderski. W ten sposób przygotowane do ataku wojska hiszpańskie czekały, aż zegar wybije umówioną godzinę, ale Jantje van Sluis milczał. Minęła planowana pora ataku. Strona hiszpańska podejrzewała, że ich plan został odkryty lub ujawniony stronie niderlandzkiej. Dowódca Du Terrail zdecydował się na atak, ale jego oddziały wahały się i ostatecznie po kilku potyczkach wycofały z pola walki. Po stronie hiszpańskiej straty podczas odwrotu wyniosły pięćset osób.
W noc ataku z 12 na 13 czerwca 1606 roku Jantje van Sluis przestał wybijać czas na zegarze i przyjmuje się, że w ten sposób uratował miasto i jego mieszkańców przed atakiem wojsk hiszpańskich. Przypadkowo w tym samym czasie w mieście odbywały się coroczne pokazy i zabawy (hol. kermis). Syn miejskiego dzwonnika spił się i poprosił swojego kuzyna, aby pomógł mu nastawić zegar. Kuzyn, nieobeznany z mechanizmem zegara i również nie całkiem trzeźwy, nadmiernie nakręcił zegar. Mechanizm zegarowy stanął, więc przez całą noc Jantje van Sluis nie wybijał godzin na zegarze.

## Współczesność
Drewnianej figurze Jantje van Sluis udało się przetrwać bombardowanie Sluis przez wojska alianckie w październiku 1944 roku w ramach działań przeciwko Niemcom w czasie II wojny światowej, pomimo że sam belfort uległ poważnemu zniszczeniu. 
Po odrestaurowaniu historycznego budynku w latach 1950–1960 figurka Jantje van Sluis została ponownie umieszczona na dawnym miejscu w wieży, skąd „patrzy” na miasto i uderzając młotkiem w dzwony od 1424 roku odmierza czas.
W 1960 roku we wnętrzu wieży umieszczony został również nowy carillon, na który składa się 36 mniejszych dzwonów (o łącznej wadze 2020 kilogramów) i 2 duże dzwony (jeden o wadze 970 kg i drugi ważący 400 kg).
Istnieje także marka lokalnego piwa nosząca nazwę Jantje van Sluis.